# 말린 우주 센터
말린 우주 센터(MSSS)는 샌 디에고에 본사가 위치해 있으며, 우주선을 디자인, 개발, 투자, 조립하는 회사다. 회장은 Michael C. Malin으로, 이 회사의 수석 연구원이자 회장이다. 그리고 이 회사는 NASA의 산하기관이 아니다.
1990년 마스 옵저버의 카메라를 담당했으며, 그 후 마스 폴라 랜더, 화성 기후 궤도선 등의 카메라를 담당했다.
성공을 거둔 카메라는 마스 글로벌 서베이어에 장착된 카메라로 243,000개의 사진을 찍었으며, 일부는 HD로 찍었다. 말린 우주 센터에서 가장 큰 성공을 거둔 카메라이기도 하다.
최근에, 마스 2020에 장착될 마스터-Z를 개발한다고 밝혔다.

## 만든 제품
- 컨텍스트 카메라
- 주노캠
- 마스 컬러 카메라
- 낙하 촬영 카메라
- 마스 핸드 렌즈 이미저
- 달 정찰 카메라
- 마스 오비터 카메라
- MAST 카메라
- 마스터 Z